# 金紫荊女企業家協會
金紫荊女企業家協會成立於2012年，現時有超過100名會員。是香港以女性為主的商會。創會主席是何綺蓮。並於2016年成立「金紫荊女企業家協會慈善基金」。

## 歷屆主席
| 年份      | 主席   |
| --------- | ------ |
| 2012-2014 | 何綺蓮 |
| 2015-2016 | 彭芷君 |
| 2017-2018 | 丘璟珊 |

## 協會會員
金紫荊女企業家協會的會員有來自不同業界的女商家，有來自時裝、房地產、雜誌傳媒、教育、投資、慈善機構等不同商界的會員。

## 金紫荊女企業家協會慈善基金
協會於2016年成立「金紫荊女企業家協會慈善基金」，希望為更多有需要的女性提供服務，如再培訓或進修資助等。

## 外部連結
- 官方網站：金紫荊女企業家協會 （页面存档备份，存于）
- Facebook專頁：金紫荊女企業家協會 （页面存档备份，存于）

## 新聞報導
- 中環出更：金紫荊女企業家不讓鬚眉 （页面存档备份，存于）
- 文匯報：金紫荊女企業家協會換屆 （页面存档备份，存于）
- 香港商報：金紫荊女企協新屆執委就職[永久]
- Cosmopolitan：女創業家起動 金紫荊女企業家頒獎典禮2016 （页面存档备份，存于）